# Município de Salem (condado de Meigs, Ohio)
O município de Salem (em inglês: Salem Township) é um município localizado no condado de Meigs no estado estadounidense de Ohio. No ano de 2010 tinha uma população de 1.051 habitantes e uma densidade populacional de 9,32 pessoas por km².

## Geografia
O município de Salem encontra-se localizado nas coordenadas 39° 04′ 30″ N, 82° 14′ 50″ O. Segundo o Departamento do Censo dos Estados Unidos, o município tem uma superfície total de 112.77 km², da qual 112,75 km² correspondem a terra firme e (0,02 %) 0,02 km² é água.

## Demografia
Segundo o censo de 2010, tinha 1.051 habitantes residindo no município de Salem. A densidade populacional era de 9,32 hab./km². Dos 1.051 habitantes, o município de Salem estava composto pelo 97,15 % brancos, o 0,86 % eram afroamericanos, o 0,1 % eram amerindios, o 0,1 % eram de outras raças e o 1,81 % eram de uma mistura de raças. Do total da população o 0,38 % eram hispanos ou latinos de qualquer raça.